# Эбби Линкольн
Эбби Линкольн (англ. Abbey Lincoln; настоящее имя Анна Мария Вулдридж, англ. Anna Marie Wooldridge, 6 августа 1930, Чикаго, Иллинойс — 14 августа 2010[…], Нью-Йорк, Нью-Йорк) — американская джазовая певица и актриса.

## Биография
Родилась в бедной многодетной семье. В 20 лет стала профессиональной певицей, пела в ночных клубах под именем Анна Мария, одновременно подрабатывала горничной. В 1952—1954 годах пела в клубах на Гавайских островах под псевдонимом Габи Ли. В 1956 году взяла окончательное сценическое имя — Эбби Линкольн и записала несколько композиций с оркестром Бенни Картера. В 1958 году в Нью-Йорке записала пластинку под названием «It’s A Magic». В 1957 году снялась во вставном номере в музыкальной комедии «The Girl Can’t Help It» («Девушка ничего не может с этим поделать»), появившись на экране в платье, которое ранее Мэрилин Монро надевала на съемках кинофильма «Джентльмены предпочитают блондинок». Затем начала регулярные выступления и записи с боперами Телониусом Монком, Мэлом Уолдроном и барабанщиком Максом Роучем.
Сотрудничала с Телониусом Монком, Чарльзом Мингусом, участвовала в записи пластинки Макса Роуча Freedom Now Suite (1960), композиции которой были направлены против расовой дискриминации афроамериканского населения страны. Вышла замуж за М. Роуча и в 1962—1970 годах в основном участвовала в его проектах. 
В начале 1960-х годов Эбби Линкольн открыла в США общенациональную дискуссию об облике и свободе самовыражения темнокожих женщин; когда средства массовой информации заклеймили певицу как «гламурную девушку», она демонстративно начала носить свои волосы не завивая их, чтобы заявить о себе как о человеке с ценностями, мнениями и убеждениями, вложенными в прославление чернокожей женственности. До середины 1960-х годов афроамериканки должны были выпрямлять волосы с помощью горячей расчёски, «чтобы прилично выглядеть подобно белым женщинам» и Линкольн публично отвергла сложившуюся традицию. Она также организовала в 1962 году показ мод «Naturally 62», на котором были представлены девушки — афроамериканские модели с «натуральными» (невыпрямленными искусственно) волосами. Этот показ мод осуществлялся в контксте движения Black is Beautiful («Чёрные [граждане] красивы»), которое прославляет естественную красоту чернокожих.
В 1965 году Линкольн снялась в фильме «Просто человек» (Nothing But A Man) о жизни цветного населения Америки. В 1968 году вместе с Сидни Пуатье снялась в фильме «Только для любви», за который получила номинацию на «Золотой глобус». В 1975 году по инициативе президента Гвинеи взяла себе ещё одно имя — Амината Мосека. Во второй половине 1970-х годов много выступала с концертами в поддержку различных радикальных политических движений. После 1980 года пела в нью-йоркских клубах.
Являлась известной активисткой движения за гражданские права афроамериканцев. Неоднократно подчеркивала, что исполнение любой песни — пропагандистский акт. Часто её обвиняли в «черном национализме».

### Последние годы и смерть
В 2007 году перенесла операцию на открытом сердце.
Эбби Линкольн умерла 14 августа 2010 года на Манхэттене в доме престарелых через восемь дней после своего 80-летия. Ее кремировали, а прах развеяли.

## Личная жизнь
Эбби Линкольн состояла в браке с Максом Роучем с 1962 по 1970 год. Максин, дочь мужа от предыдущего брака, появлялась в нескольких альбомах Линкольн.

## Дискография
Студийные альбомы
- Abbey Lincoln’s Affair… A Story of a Girl in Love (1957)
- That’s Him! (1957)
- It’s Magic (1958)
- Abbey Is Blue (1959)
- Straight Ahead (1961)
- People in Me (1973)
- Painted Lady (1980)
- Talking to the Sun (1984)
- The World Is Falling Down (1990)
- You Gotta Pay the Band (1991)
- When There Is Love (1992)
- Devil’s Got Your Tongue (1993)
- A Turtle’s Dream (1994)
- Who Used to Dance (1997)
- Wholly Earth (1998)
- Over the Years (2000)
- It’s Me (2003)
- Abbey Sings Abbey (2007)